# Koilodepas wallichianum
Koilodepas wallichianum är en törelväxtart som beskrevs av George Bentham. Koilodepas wallichianum ingår i släktet Koilodepas och familjen törelväxter. Inga underarter finns listade i Catalogue of Life.